# Anton Down-Jenkins
Anton Down-Jenkins (* 6. September 1999 in Wellington) ist ein neuseeländischer Wasserspringer.

## Leben
Down-Jenkins studierte an der University of North Carolina at Chapel Hill. Er nahm an den Commonwealth Games 2018 und am 2021 FINA Diving World Cup teil.
Bei den 2021 ausgetragenen Olympischen Sommerspielen 2020 trat er im Kunstspringen an, wo er den 8. Platz auf dem 3-Meter-Brett erreichte. Down-Jenkinks outete sich 2020 als homosexuell.